# بزرگ‌ترین ۱۶ تک‌آهنگ معروف (آلبوم جانی کش و جون کارتر)
بزرگترین ۱۶ تک‌آهنگ معروف که در سال ۲۰۰۶ از جانی کش و جون کارتر در یک آلبوم گرداوری شده‌است. این قسمتی از مجموعه آلبوم‌های بزرگترین ۱۶ تک‌آهنگ معروف منتشرشده توسط لگسی رکوردینگز است. ۳۳۳٫۰۰۰ کپی از آن در مه ۲۰۱۳ در ایالت متحده فروخته شد.

## فهرست آهنگ‌ها
| شماره | نام                                 | نویسنده(ها)                | مدت  |
| ----- | ----------------------------------- | -------------------------- | ---- |
| ۱.    | «It Ain't Me Babe»                  | باب دیلن                   | ۳:۰۴ |
| ۲.    | «جکسون»                             | جری لیبر، بیلی اد ویلر     | ۲:۴۶ |
| ۳.    | «Long-Legged Guitar Pickin' Man»    | مارشال گرانت               | ۲:۳۵ |
| ۴.    | «Oh, What a Good Thing We Had»      | جون کارتر، جانی کش         | ۲:۴۴ |
| ۵.    | «Darlin' Companion»                 | جان سباستین                | ۲:۱۵ |
| ۶.    | «If I Were a Carpenter»             | تام هاردین                 | ۳:۰۱ |
| ۷.    | «Cause I Love You»                  | کش                         | ۲:۳۳ |
| ۸.    | «The Loving Gift»                   | کریس کریستوفرسون           | ۲:۱۵ |
| ۹.    | «Help Me Make It Through the Night» | کریستوفرسون                | ۲:۵۸ |
| ۱۰.   | «The Pine Tree»                     | ویلر                       | ۲:۵۵ |
| ۱۱.   | «No Need to Worry»                  | جی. اس. کوپر، جی. پی. وایت | ۲:۵۱ |
| ۱۲.   | «Old Time Feeling»                  | تام جانز، ویل جنینگز       | ۲:۵۰ |
| ۱۳.   | «One Way Rider»                     | رادنی کرول                 | ۳:۱۸ |
| ۱۴.   | «Brand New Dance»                   | پل کنرلی                   | ۳:۲۶ |
| ۱۵.   | «Far Side Banks of Jordan»          | تری اسمیت                  | ۲:۴۲ |
| ۱۶.   | «It Takes One to Know Me»           | کارلن کارتر                | ۳:۳۵ |